# جمعية الاستعمار اليهودية الفلسطينية

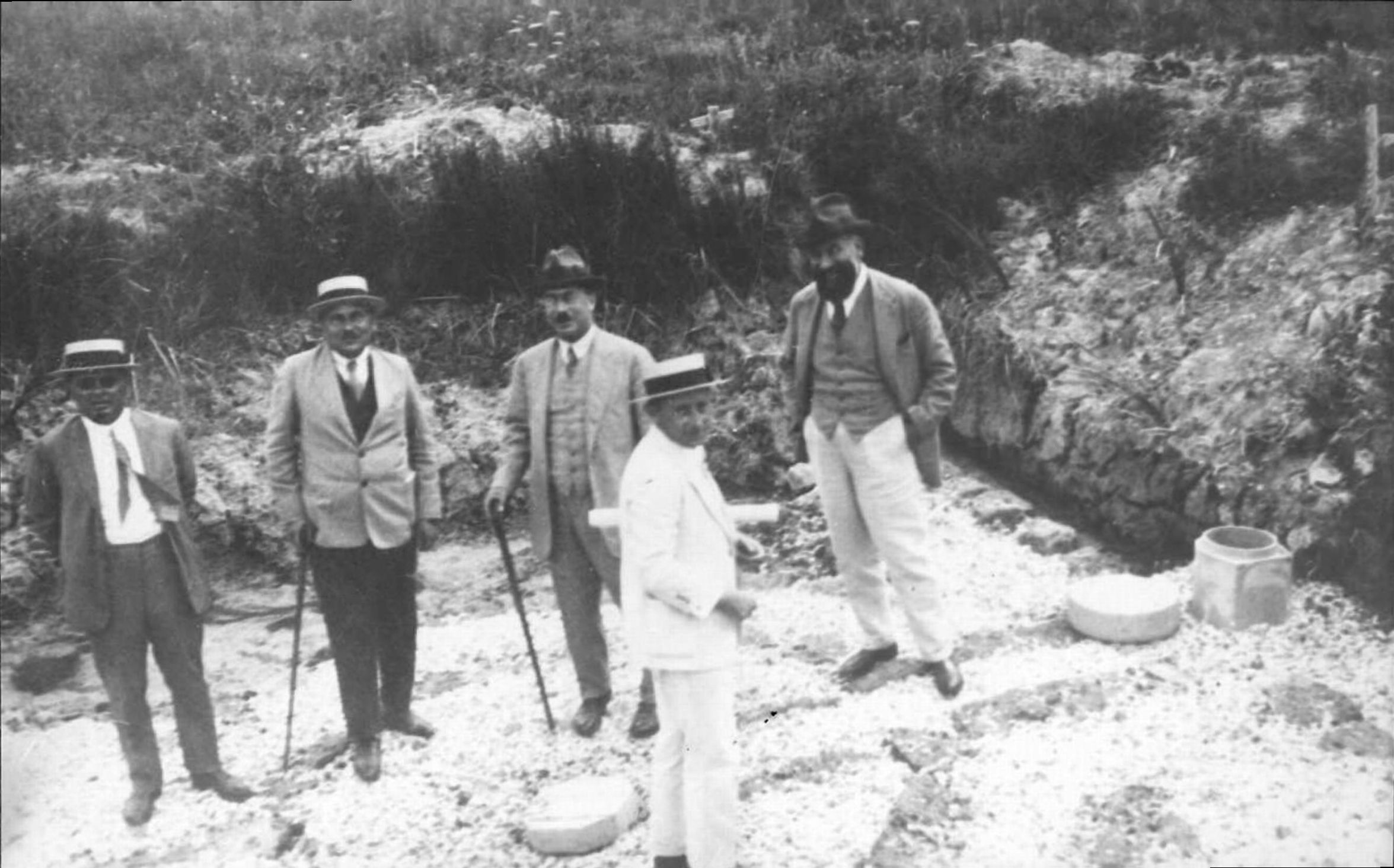
رجال من جمعية استيطان فلسطين اليهودية في مستنقعات كابرا. من اليمين إلى اليسار: يهودا زيل روزينهيك، المدير العام؛ شموئيل جولدمان، المهندس؛ هنري فرانك، المدير؛ موشيه جينسبيرج، أمين الصندوق؛ وعمرام هازنوف، مهندس زراعي.

جمعية الاستعمار اليهودية الفلسطينية (بالعبرية: חברה להתיישבות יהודית בארץ־ישראל‏)، المعروفة بالاسم المختصر لليديشية PICA (بالعبرية: פיק"א‏)، تأسست في عام 1924. ولعبت دورًا رئيسيًا في شراء الأراضي للمستوطنة اليهودية في فلسطين ولاحقًا لدولة إسرائيل حتى حل الجمعية في عام 1957.
تأسست جمعية الاستعمار اليهودي (JCA أو ICA) على يد فاعل الخير البافاري البارون موريس دي هيرش في عام 1891 لمساعدة اليهود من روسيا ورومانيا على الاستقرار في الأرجنتين. توفي البارون دي هيرش في عام 1896 وبعد ذلك بدأ JCA أيضًا في مساعدة الاستيطان اليهودي في فلسطين. في نهاية عام 1899، نقل إدموند جيمس دي روتشيلد حق الملكية إلى مستعمراته في فلسطين بالإضافة إلى خمسة عشر مليون فرنك إلى JCA. في عام 1924، أعاد البارون دي روتشيلد تنظيم فرع JCA الذي يتعامل مع المستعمرات في فلسطين ليصبح جمعية الاستعمار اليهودية الفلسطينية، تحت إشراف ابنه جيمس أرماند دي روتشيلد.
بعد ثورة البراق عام 1929، ساعدت PICA في إعادة تأهيل المستعمرات الزراعية التي تضررت.
جيمس دي روتشيلد، الذي توفي عام 1957، أوعز في وصيته أن تقوم PICA بنقل معظم أراضيها في إسرائيل إلى الصندوق القومي اليهودي. في 31 ديسمبر 1958، وافقت PICA على منح حقها في حيازة الأراضي في سوريا ولبنان في دولة إسرائيل.